# Trompada 45
 Trompada 45  es una película en blanco y negro de Argentina dirigida por Leo Fleider sobre el guion de Máximo Aguirre que se estrenó el 11 de agosto de 1953 y que tuvo como protagonistas a Los Cinco Grandes del Buen Humor y Maruja Montes.

## Sinopsis
En su propósito de ir a Hollywood, los Cinco Grandes del Buen Humor van a parar a Texas.

## Reparto
- Rafael Carret ... Pato
- Jorge Luz ... Jorge
- Zelmar Gueñol ... Zelmar
- Guillermo Rico ... Guille / Príncipe ruso
- Juan Carlos Cambón ... "Gordo"
- Maruja Montes ... Lía
- Carlos Cotto
- Luis Iturraspe
- Carlos Bianquet
- Rafael García
- Oscar Anderle
- Raúl Luar
- Alicia Márquez ... Dama de honor de princesa nativa
- Celia Geraldy
- Manuel Alcón
- Amalia Britos
- Eduardo Mariani
- Leda Zanda
- Gonzalo Palomero
- Nora Nuñez

## Comentarios
Dolly Shaw opinó:

”El libreto abusa de arbitrariedades e incongruencias…Debido al libreto y a la repetición de chistes y retruécanos harto conocidos (los Cinco Grandes) no logran mayor lucimiento.”

Manrupe y Portela escriben:

”Despareja parodia de western. Un buen gag: la caballería llegando tarde con la bandera y la marcha de Boca Juniors.”